# 雷登 (特拉華州)
雷登（英語：Redden）是位於美國特拉華州蘇塞克斯縣的一個非建制地區。該地的面積和人口皆未知。

## 地理
雷登的座標為38°44′29″N 75°25′02″W / 38.74139°N 75.41722°W，而該地的平均海拔高度為14米（即46英尺）。